# Галябезголови

#галябезголови — літературний твір, роман української письменниці Люко Дашвар, виданий видавництвом  «Клуб Сімейного Дозвілля» 2020 році. 
Головна героїня 25-річна перукарка Галя Чорнобай, добра наївна дівчина, на яку звалюється низка життєвих випробувань. Із попередніми роботами письменниці сюжетом чи героями не пов'язана, самостійна робота авторки в жанрі сучасної української прози.

## Назва
Назва книги починається з хештегу #галябезголови 
Хто ж вона, Галя? І чому вона «без голови»? Молода людина, яка не проходить повз, як це зробив би будь-хто інший. Авторка (як і в попередніх роботах) намагається довести, що на таких небайдужих як Галя тримається світ. Їм, правда, і дістається від цього життя. Сповна.

## Сюжет
Злодюжка Юрко Консуматенко з Хмельниччини вперше вбиває. Як то буває, майже випадково. Стареньку, яка сама запросила його в багату квартиру в центрі Києва, навпроти модного салону краси. Досить швидко і друге вбивство. На кону шалені гроші. Близько 800 тис. доларів в купюрах в алюмінієвому кейсі . Ще й попередня здобич до купи. У Юрка є старенька щаслива «жабка» — машинка, зелений міні-купер 1970 року, придбана у дивакуватого діда за 500 баксів. Вона винесе...
У Галі Чорнобай від того 25-річчя все пішло якось не так. Невдала спроба урятувати начальницю від пограбування, приголомшлива звістка про те, що у неї ВІЛ, розставання з чоловіком Артемом, поїздка в глушину за Бровари з дивним Юрком, свекор Андрій Іванович,   а далі цілий вир подій, у якому чужі гроші, чужі смерті, чужа зрада і чуже кохання,— життєві хитросплетіння, як завжди у Люко Дашвар. Де вихід? Як впорається з цим Галя? Чи впорається взагалі?
В книзі підняті проблеми
- Страху суспільства перед хворими на ВІЛ-СНІД
- Корупції
- Безпринципність української влади щодо закупівлі несертифікованих лікарських препаратів і смертність від їх вживання
- Безкарність народних депутатів навіть за тяжкі кримінальні злочини

## Герої
- Галя Чорнобай — головна героїня, 25 років
- Артем Чорнобай, Тьома, — зрадливий чоловік Галі, майбутній психолог
- Андрій Іванович Чорнобай — батько Тьоми
- Юлія Володимирівна Жадкіна — власниця салону краси і мережі аптек, хазяйка Галі
- Фелікс Аскольдович Жадкін — чоловік Юлії Володимирівни, 62-річний полковник поліції
- Консуматенко Юрко — хронічний злодюжка, якому судилося стати вбивцею
- Сашко, Анка, Толя Сулими — розлучена сім'я, мешканці Затятового
- Мурчик — рудий кіт вбитої бабці
- Народний депутат Гашинський і його свита: водії, бодігарди, помічники

## З відгуків
На жаль, вся сюжетна лінія напряму постійно пов'язана саме із пошуком алюмінієвого кейса із валютою, що призначалися як відкат народному депутатові від мережі з продажу контрафактних ліків, проте були викрадені. Властива авторці "багатосюжетність", ретельно прописані любовні лінії і характери героїв в цій роботі дещо змазані.
|  | Що ще мені імпонує в книгах автора, так це те, що всі події відбуваються в Києві. Читаєш опис знайомих місць і від цього переймаєшся історією ще більше, як ніби проживаєш її разом з героями. Книгу однозначно рекомендую, хоча розумію, що вона не для широкого кола читачів. (переклад з рос.) |

|  | Ну що ж .. прочитала я книгу ... і можу сказати, що трохи розчарована (Після «Ініціації» я була впевнена, що це буде просто книга-бомба. Але цього не сталося (Якась у авторки криза як на мене, чи вона шукає себе іншу, проте це зовсім не та Дашвар, в книги якої я закохалася. Це твір порівняно з попереднім звичайно не такий поганий, читати було не нудно, була нормальна зав'язка, герої, сюжет. Це було щось від детектива - мелодрами, що зовсім не властиво для книг Дашвар. Мені дуже не вистачило такої сильної любовної лінії, яка була у всіх попередніх книгах. Такої справжньої, сильної, яка подолає все Не вистачило правди, такої огидної, і неприємної реальності. Весь заміс був тільки в пошуках кейса з грошима. Ну, як на мене, це зовсім не те, що повинно було бути (Хоча починалося все дуже навіть непогано) Я чекала, що ось зараз 50 сторінок, 100, 150 і вже вона включиться і почнеться щось неймовірне як у всіх книгах автора. Але ні... Раніше книги Дашвар читала за 2 ночі..а цю розтягла в в 1.5 тижні (мене зовсім до неї не тягнуло). Книзі ставлю 4, чисто за непогану звичайну історію і повагу до автора. (переклад з рос.) |